# Olympische Winterspiele 1932/Teilnehmer (Schweden)
| Gelbes Symbol für Goldmedaillen mit stilisierten Olympischen Ringen | Graues Symbol für Silbermedaillen mit stilisierten Olympischen Ringen | Braundes Symbol für Bronzemedaillen mit stilisierten Olympischen Ringen |
| ------------------------------------------------------------------- | --------------------------------------------------------------------- | ----------------------------------------------------------------------- |
| 1                                                                   | 2                                                                     | —                                                                       |

Schweden nahm an den III. Olympischen Winterspielen 1932 in Lake Placid mit einer Delegation von 12 Athleten teil.

## Teilnehmer nach Sportarten

### Eiskunstlauf
Männer
| Sportler         | Veranstaltung | CF | FS | Rang | Punkte | Platz  |
| ---------------- | ------------- | -- | -- | ---- | ------ | ------ |
| Gillis Grafström | Einzellauf    | 2  | 2  | 13   | 2514,5 | Silber |

Frauen
| Sportler         | Veranstaltung | CF | FS | Rang | Punkte | Platz |
| ---------------- | ------------- | -- | -- | ---- | ------ | ----- |
| Vivi-Anne Hultén | Einzellauf    | 5  | 4  | 29   | 2129,5 | 5     |

### Eisschnelllauf
Männer
| Wettbewerb | Sportler        | Rennen | Rennen              |
| Wettbewerb | Sportler        | Zeit   | Platz               |
| ---------- | --------------- | ------ | ------------------- |
| 1500 m     | Ingvar Lindberg | n/a    | 6 (in der Vorrunde) |
| 5000 m     | Ingvar Lindberg | DNF    | DNF                 |
| 10.000 m   | Ingvar Lindberg | DNF    | DNF                 |

### Nordische Kombination
Männer
| Sportler      | Veranstaltung | Skilanglauf | Skilanglauf | Skilanglauf | Skispringen | Skispringen | Skispringen  | Skispringen | Gesamt | Gesamt |
| Sportler      | Veranstaltung | Zeit        | Punkte      | Rang        | Weite 1     | Weite 2     | Gesamtpunkte | Rang        | Punkte | Rang   |
| ------------- | ------------- | ----------- | ----------- | ----------- | ----------- | ----------- | ------------ | ----------- | ------ | ------ |
| Sven Eriksson | Einzel        | 1'39:32     | 181.5       | 12          | 57.5        | 61.5        | 220.8        | 3           | 402.3  | 5      |
| Holger Schön  | Einzel        | 1'59:07     | 99.0        | 31          | 53.5        | 52.0        | 201.8        | 8           | 300.8  | 28     |

### Skilanglauf
Männer
| Veranstaltung | Sportler        | Rennen  | Rennen |
| Veranstaltung | Sportler        | Zeit    | Rang   |
| ------------- | --------------- | ------- | ------ |
| 18 km         | Sivert Mattsson | 1'29:54 | 11     |
| 18 km         | Nils Svärd      | 1'29:05 | 10     |
| 18 km         | Sven Utterström | 1'23:07 | Gold   |
| 18 km         | Axel Wikström   | 1'25:07 | Silber |
| 50 km         | Gustaf Jonsson  | 4'49:52 | 9      |
| 50 km         | John Lindgren   | 4'47:22 | 8      |
| 50 km         | Sivert Mattsson | DNF     | DNF    |
| 50 km         | Sven Utterström | 4'33:25 | 6      |

### Skispringen
Männer
| Sportler      | Veranstaltung | Sprung 1 | Sprung 1 | Sprung 1 | Sprung 2 | Sprung 2 | Sprung 2 | Gesamt | Gesamt |
| Sportler      | Veranstaltung | Weite    | Punkte   | Rang     | Weite    | Punkte   | Rang     | Punkte | Rang   |
| ------------- | ------------- | -------- | -------- | -------- | -------- | -------- | -------- | ------ | ------ |
| Sven Eriksson | Normalschanze | 65.5     | 110.3    | 3        | 64.0     | 108.6    | 6        | 218.9  | 4      |
| Erik Rylander | Normalschanze | 58.0     | 103.1    | 8        | 58.5     | 102.9    | 13       | 206.0  | 10     |
| Holger Schön  | Normalschanze | 57.0     | 97.5     | 16       | 61.5     | 104.3    | 10       | 201.8  | 11     |